# Шахматы в Нидерландах
Шахматы в Нидерландах
В ФИДЕ с 1924.

## История

### Распространение шахмат

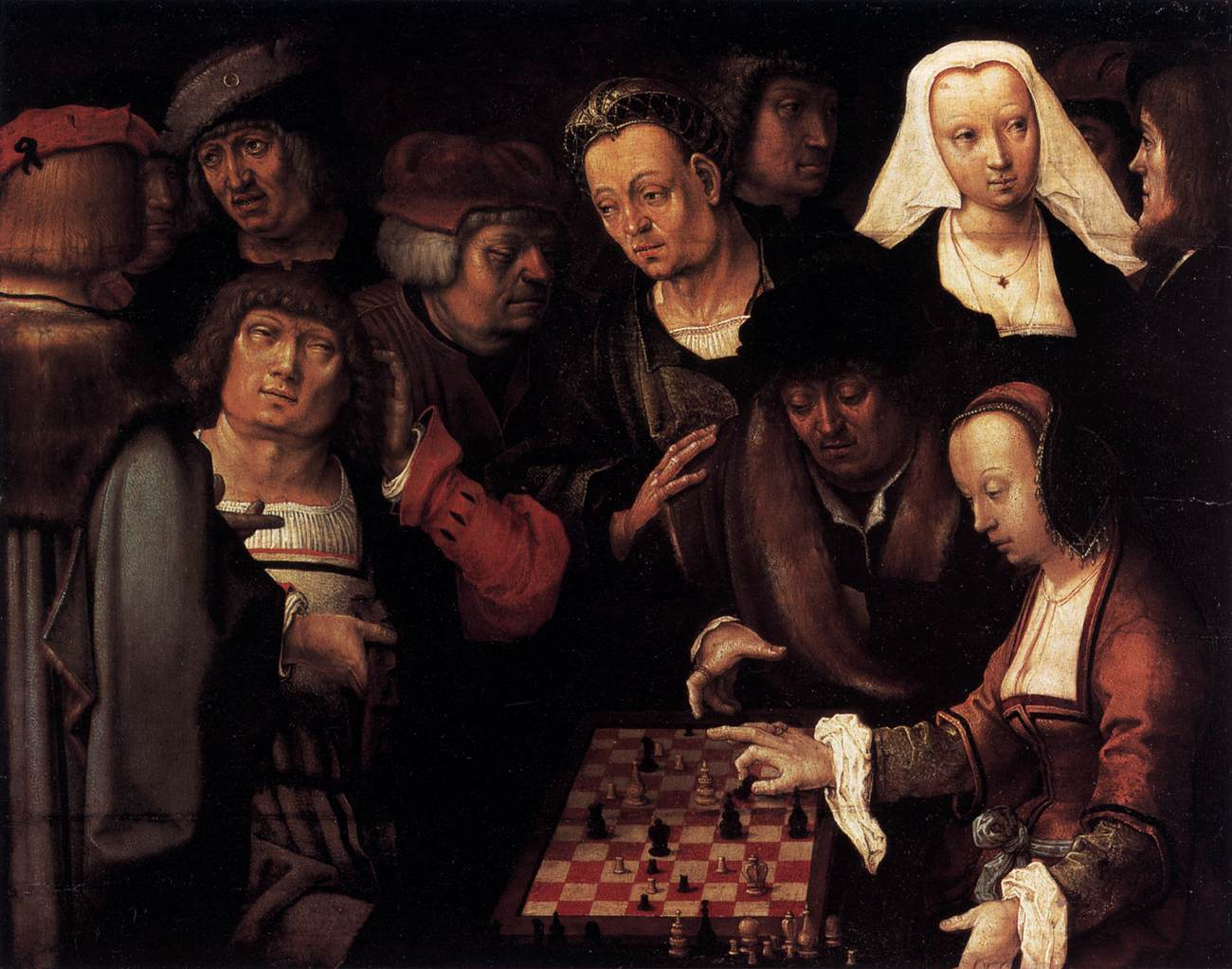
Лука Лейденский. Игра в шахматы (ок. 1508)

Шахматная игра получила распространение среди состоятельных слоёв нидерландского общества в XVI—XVIII веках. Об этом свидетельствуют картины многих нидерландских художников того времени: «Игра в шахматы» Луки Лейденского (1494—1533), он изобразил партию в особую разновидность игры — в курьерские шахматы; полотна Корнелиса де Мана (1621—1706), А. ван дер Верффа (1659—1722) и других. «Шахматист», рисунок Яна де Брая, также изображает игрока в курьерские шахматы, ожидающего партнёра. Можно предположить на основе офорта, сделанного с этого рисунка и проясняющего некоторые его детали, что местом действия является подобие шахматного клуба. Играющие в шахматы персонажи изображены также на картинах «Курфюрст Иоганн Фридрих Великодушный играет в шахматы с испанским дворянином» (1548, атрибутируется Антонису Мору и показывает драматический эпизод пребывания в плену лидера Реформации в Германии), «Бен Джонсон и Уильям Шекспир играют в шахматы», принадлежащая, предположительно, голландскому художнику Карелу ван Мандеру или английскому миниатюристу Исааку Оливеру (эта картина изображает шахматную партию двух выдающихся английских драматургов).
Густав Селенус заказал гравюры к своей книге «Das Schach oder Königsspiel» (Лейпциг, 1616) нидерландскому художнику Якобу ван дер Хейдену. В этой книге впервые приводятся изображения так называемых «лунных шахмат», легших в основу современного стандарта. Таакже ван дер Хейден изобразил своего заказчика за шахматной партией и фигуры курьерских шахмат.
Нидерланды были первой страной, которую посетил в своём европейском турне Ф. Филидор, чей «Анализ шахматной игры» выдержал в переводе на нидерландский язык 6 изданий (1786—1836). Первым оригинальным шахматным турдом в Нидерландах стал «Новый опыт шахматной игры» Э. Стейна (издан на французском языке в 1789), который с 1834 года неоднократно переиздавался на нидерландский язык. Стейн впервыые предложил и подверг анализу дебют 1. d4 f5, получивший впоследствии название голландской защиты.

### XIX века
Первый шахматный журнал «Недерландсхе Паламедес» («De nederlandsche Palamedes») стал издаваться в 1847 (вышел только один номер). Дольше просуществовал журнал «Сисса» («Sissa»), основанный В. Вербеком (1820—88); издавался в 1847—70 и 1872—74.
Развитие шахмат в провинциях и в отдельных городах способствовало созданию Нидерландского шахматного союза (1873), который стал проводить ежегодные конгрессы, где нередко участвовали иностранные шахматисты, например: Г. Берд (1880), Г. Аткинс  (1899), Ф. Маршалл  (1905) и другие. В 1889 в Нидерландах был организован 1-й международный турнир (Амстердамские турниры). С 1909 турниры Нидерландского шахматного союза разыгрываются как национальные чемпионаты (в 1910—11 и 1913—18 не проводились; в последующие годы периодичность проведения чемпионатов менялась).

### XX века
До 1-й мировой войны 1914—18 лидерами нидерландский шахматистов были Р. Ломан — 7-кратный чемпион страны (1888—1912), А. ван Форест — 6-кратный (1885—1902) и А. Олланд — 3-кратный (1895—1909). Однако нидерландские шахматисты редко выступали в международных соревнованиях и не добивались в то время в них крупных успехов. В 1913 в Схевенингене состоялся международный турнир, посвящённый 40-летию Нидерландского шахматного союза; победитель — А. Алехин.

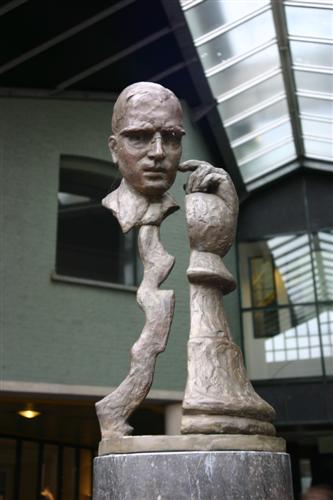
Памятник Эйве на площади Макса Эйве

Новый период в развитии нидерландских шахмат наступил по окончании 1-й мировой войны. В стране появился шахматист высокого международного класса — М. Эйве, который стал 13-кратным чемпионом страны (1921—55). В 1935 Эйве завоевал звание чемпиона мира, что дало мощный толчок дальнейшему развитию шахмат. Число членов Нидерландского шахматного союза возросло с 3 до 11 тысяч, чаще стали проводиться крупные международные соревнования: 
- «АВРО»-турнир 1938,
- Гронингенский турнир 1946,
- 1-я половина Матч-турнира на первенство мира 1948.

Нидерландский шахматный союз выступил одним из инициаторов создания ФИДЕ, его руководитель А. Рюэб был избран первым её президентом. Третьим президентом ФИДЕ был также представитель Нидерландов — Эйве. Нидерландские шахматисты выступали на 37 олимпиадах из 40 (кроме 1933, 1935 и 1986), дважды (1928 и 1954) проводили эти соревнования; лучшие результаты: 1976 — 2-е, 1988 — 3-е место.
Заметное оживление наблюдалось в нидерландском шахматном движение в 1970—80-х годах: в число ведущих шахматистов мира выдвинулся Я. Тимман, международными гроссмейстерами стали Г. Сосонко (1976), Х. Рее (1980), Дж. ван дер Виль (1982).
Росту международного авторитета нидерландских шахмат способствует проведение в стране многочисленных международных соревнований, среди которых выделяются соревнования в Бевервейке — Вей-ан-Зее, ИБМ-турниры, Тилбург-турниры, «Охра-фестивали», Мемориалы Эйве. С 1962 ежегодно проводятся чемпионаты Европы среди юношей.

## Женские шахматы
Национальные женские чемпионаты проводятся с 1935. Лидерами среди нидерландских шахматистов были:
- в 1930-х годах — К. Родзант,
- в 1940—60-х — Ф. Хемскерк и К. Врекен,
- в 1970—80-х — А. ван дер Мийе,
- в 1990-х — Эрика Сзива,
- в 2000-х — Пэн Чжаоцинь.

Нидерландские шахматистки участвовали во всех женских олимпиадах (кроме 1986); лучший результат — 4 место (1998).

## Шахматисты
Нидерландский шахматный союз объединяет около 25 тысяч членов (1987), в том числе 27 международных гроссмейстера и 60 международных мастера среди мужчин; 3 международных гроссмейстера и 8 международных мастера среди женщин (2013).

## Игра по переписке
Издавна пользуется популярностью в Нидерландах игра по переписке. Заочные чемпионаты страны разыгрываются с 1934, основан Нидерландский союз шахматистов, играющих по переписке (1966). Среди шахматистов заочников 9 международных гроссмейстеров.

## Шахматная композиция
Шахматная композиция в Нидерландах имеет давние традиции. 1-я задача нидерландского автора опубликована в 1792. На международных конкурсах составления задач, проводимых в XIX веке, нидерландские композиторы регулярно добивались высоких отличий. В 1931 создан Нидерландский союз друзей шахматной задачи; с 1944 издаётся журнал «Проблемблад» — печатный орган союза. Нидерландские шахматные композиторы — победители и призёры многих международных соревнований. Наиболее известные из них — Г. Венинк, Э. Виссерман, Я. Гартонг, К. Голдсхмединг, Х. и П. Гранды, Г. Дрезе, Й. Селман, П. тен Кате, М. Нимейер, Ф. Наннинг, Я. Марвиц, И. Ритвелд, К. Саммелиус, К. де Фейтер и другие.

## Шахматная литература
Важный вклад в шахматную культуру внёс нидерландский историк шахмат А. ван дер Линде, книжное собрание которого составило основу шахматного фонда Королевствой библиотеки в Гааге.
С 1983 издаётся журнал «Тейдсхрифт» («Tijdschrift») — орган Нидерландского шахматного союза, который по непрерывности издания является одним из старейших журналов в мире. С 1984 выходит журнал «Нью ин чесс». Популярностью пользуются книги советских авторов — избранные партии М. Ботвинника (издавались неоднократно), «Шахматный этюд в СССР», «Современный шахматный этюд», «Шахматная партия и композиция» и другие. Успешно развиваются советско-нидерландские шахматные связи: Ботвинник — президент общества «СССР — Нидерланды».